# Odontopteryx
Odontopteryx is een geslacht van uitgestorven zeevogels, dat leefde in het Vroeg-Eoceen.

## Beschrijving
Deze negentig centimeter grote zeevogel met zijn vijftien centimeter lange schedel had lange vleugels en unieke, duidelijk voorwaarts gerichte, tandachtige uitsteeksels op het snijvlak van zijn kaken. De schedel had dezelfde vorm en grootte als die van de huidige jan-van-gent. De grotere soorten hadden een vleugelspanwijdte van ongeveer vijf meter.

## Leefwijze
Odontopteryx was een zeevogel, die zich voedde met vis, die ze uit de zee gristen tijdens de vlucht over het wateroppervlak.

## Vondsten
Fossielen werden gevonden in Europa.